# Asterios Karagiannis
Asterios Karagiannis (* 28. Juli 1986 in Hagen) ist ein deutsch-griechischer Fußballspieler. Der Torwart spielt seit 2019 für den Bezirksligisten SV Union Velbert.

## Karriere
Der in Hagen geborene Karagiannis spielte in seiner Jugend für Borussia Dortmund, den FC Schalke 04 und den VfL Bochum. 2005 wechselte er zum Verbandsligisten SF Oestrich-Iserlohn, mit dem ihm 2006 der Aufstieg in die Oberliga gelang. In der Saison 2007/08 spielte er jeweils ein halbes Jahr für den SSV Hagen und den Hasper SV, bevor er zum Drittligisten Wuppertaler SV Borussia wechselte. Bei diesem war er jedoch nur Reservetorwart. 2010 ging er zum KFC Uerdingen 05 und 2011 zum 1. FC Magdeburg. In der Saison 2012/13 spielte er für den Kreisligisten FC Hellas Makedonikos aus Hagen. Im Oktober 2013 schloss er sich dem Landesligisten 1. FC Monheim an. Zur Saison 2014/15 verpflichtete ihn der Oberligist VfB 03 Hilden. Ein Jahr später wechselte er zu den in die Landesliga abgestiegenen Sportfreunden Baumberg, mit denen er als Meister die direkte Rückkehr in die Oberliga Niederrhein schaffte. Im Januar 2017 schloss er sich als Ersatztorhüter dem Oberligakonkurrenten TSV Meerbusch an und kam dort zu keinem Einsatz. Nach dem Abstieg der Meerbuscher folgte sein Wechsel zum Oberliga-Aufsteiger FSV Vohwinkel. Mit dem Wuppertaler Klub stieg er am Ende der Saison 2017/18 wieder aus der Oberliga ab, ein Jahr später folgte der Abstieg aus der Landesliga. Im Sommer 2019 wechselte er zum Bezirksligisten SV Union Velbert.